# Magyar Mezőgazdasági Múzeum

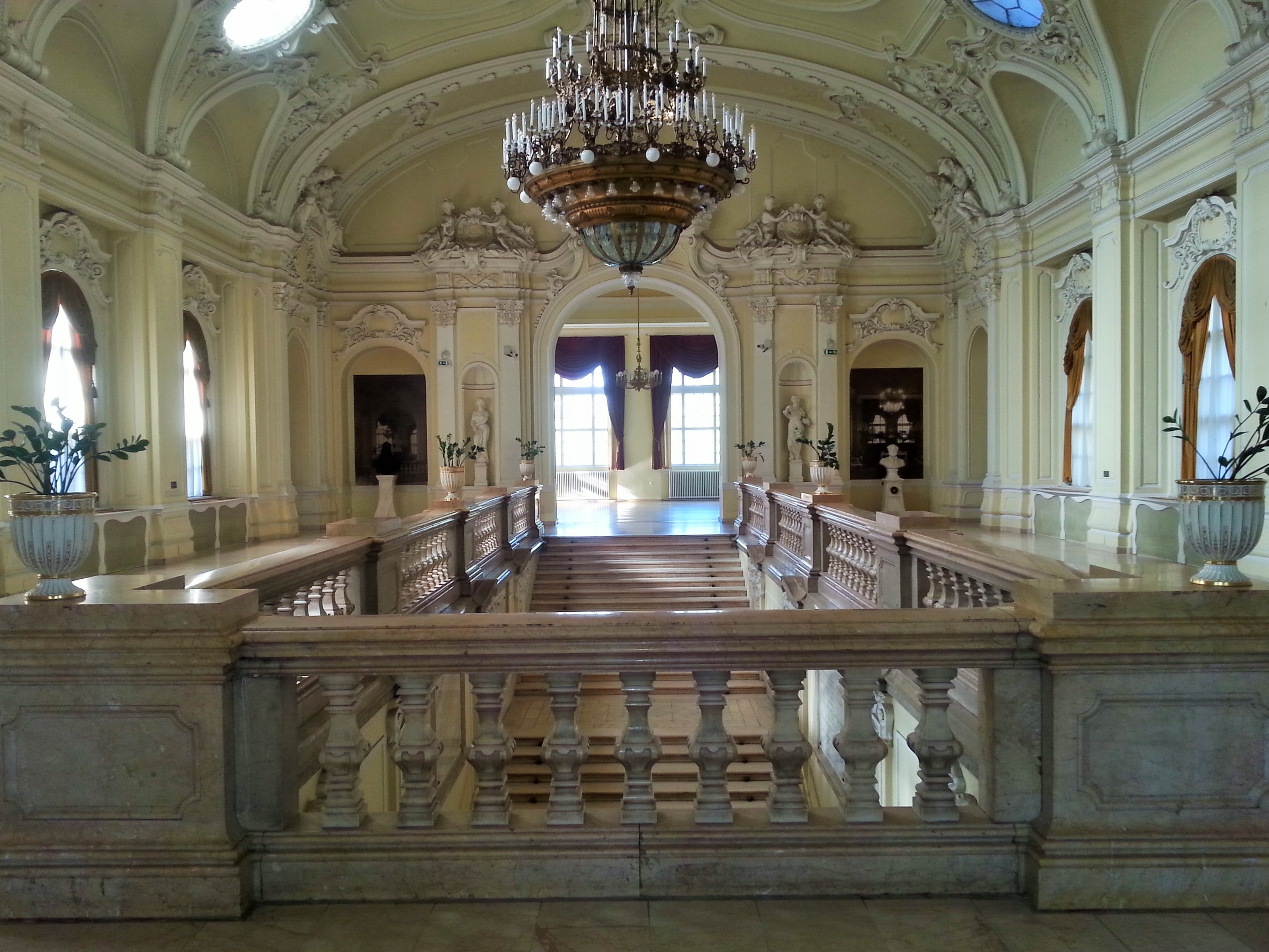
Barokk épület főcsarnok

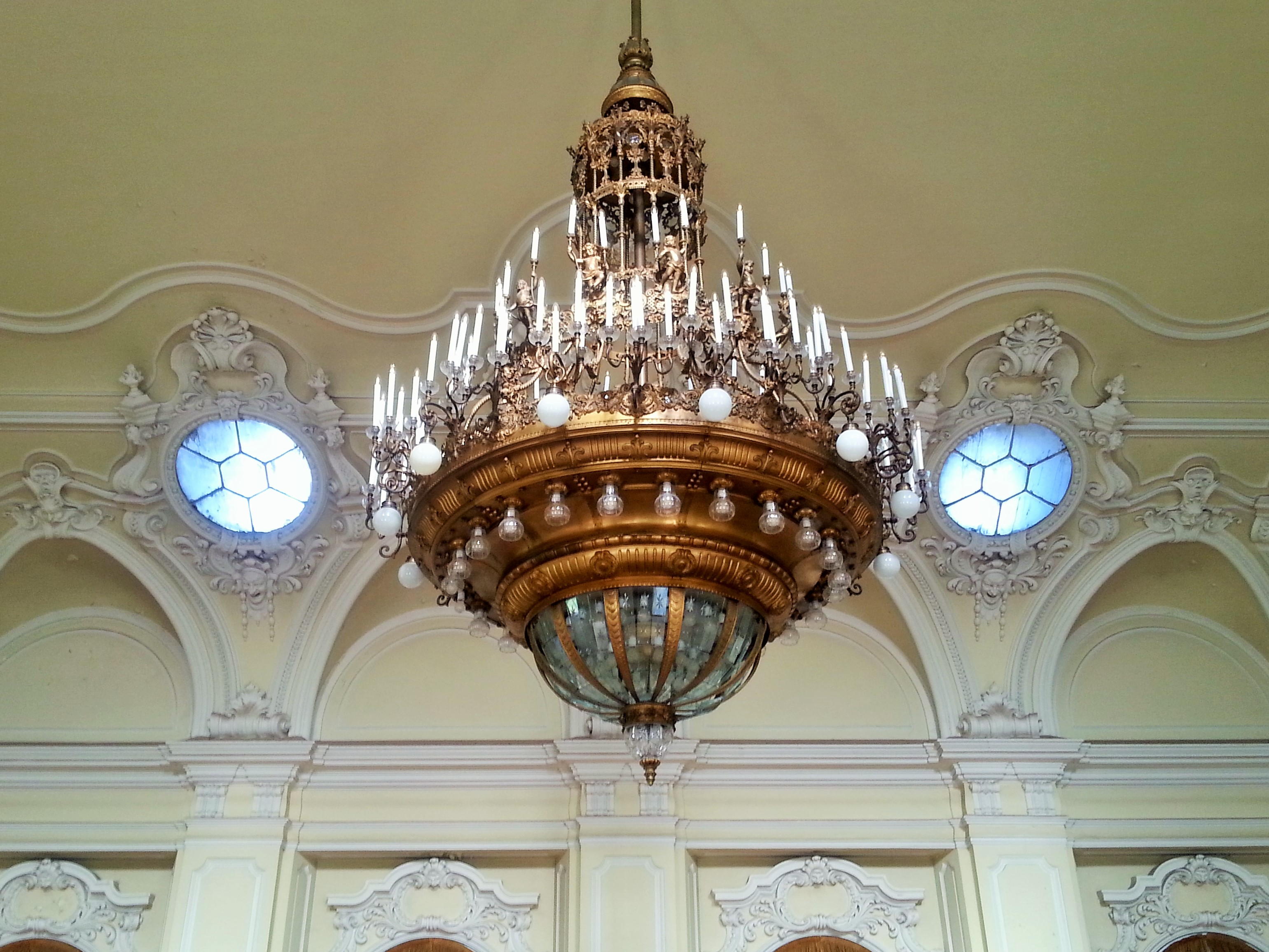
Barokk épület főcsarnok csillárja

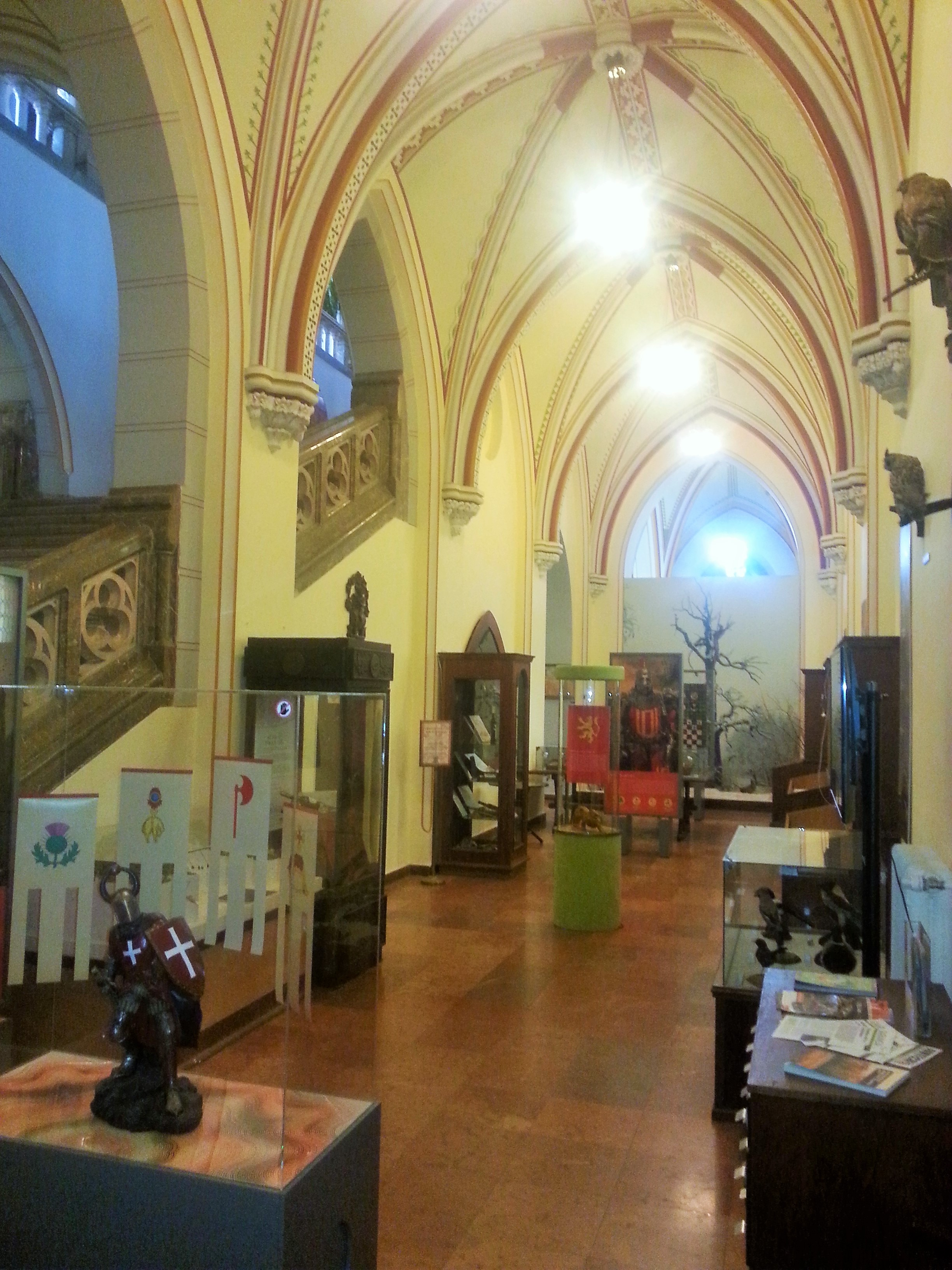
Természetvédelmi kiállítás

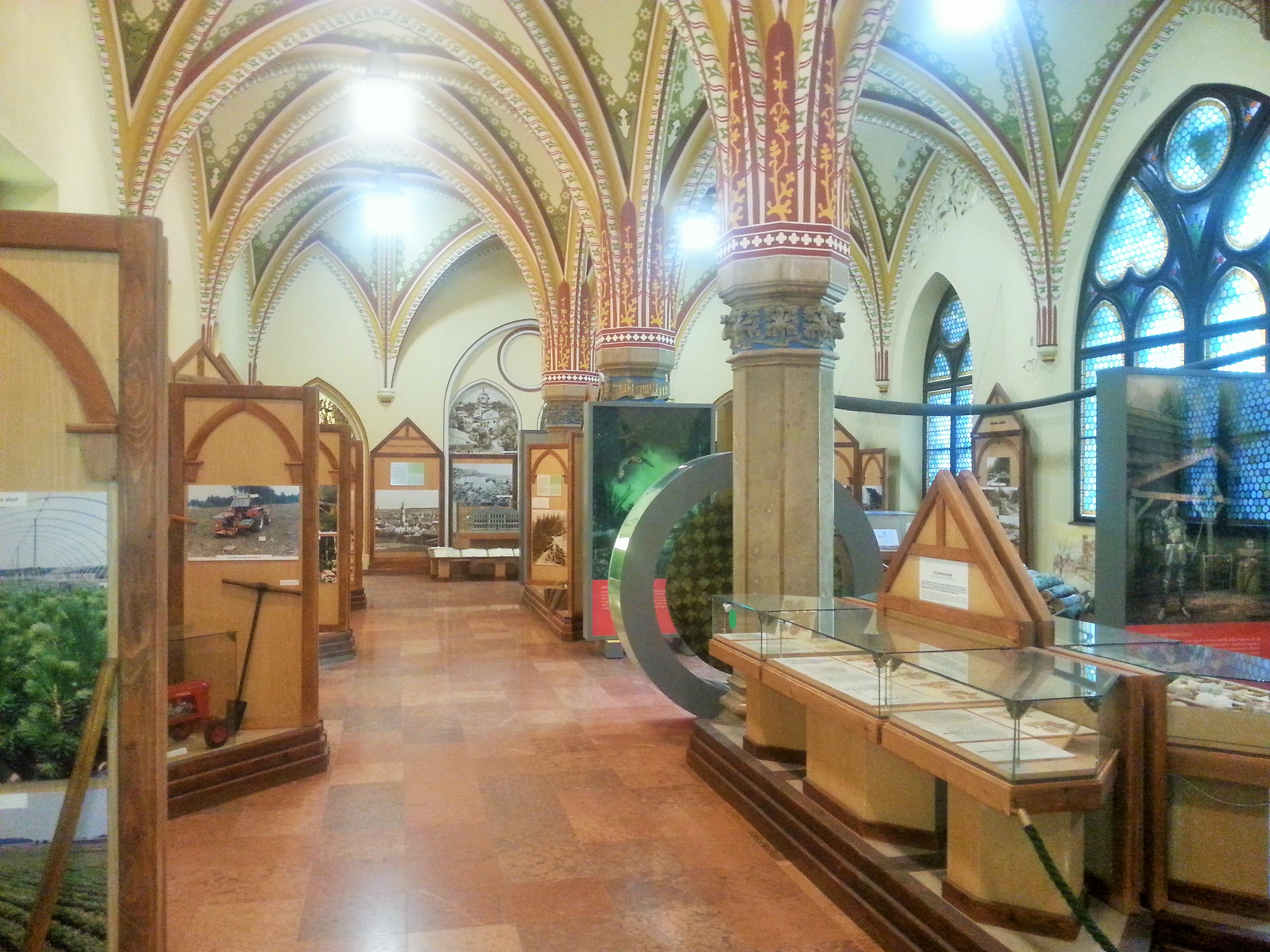
Erdészeti kiállítás

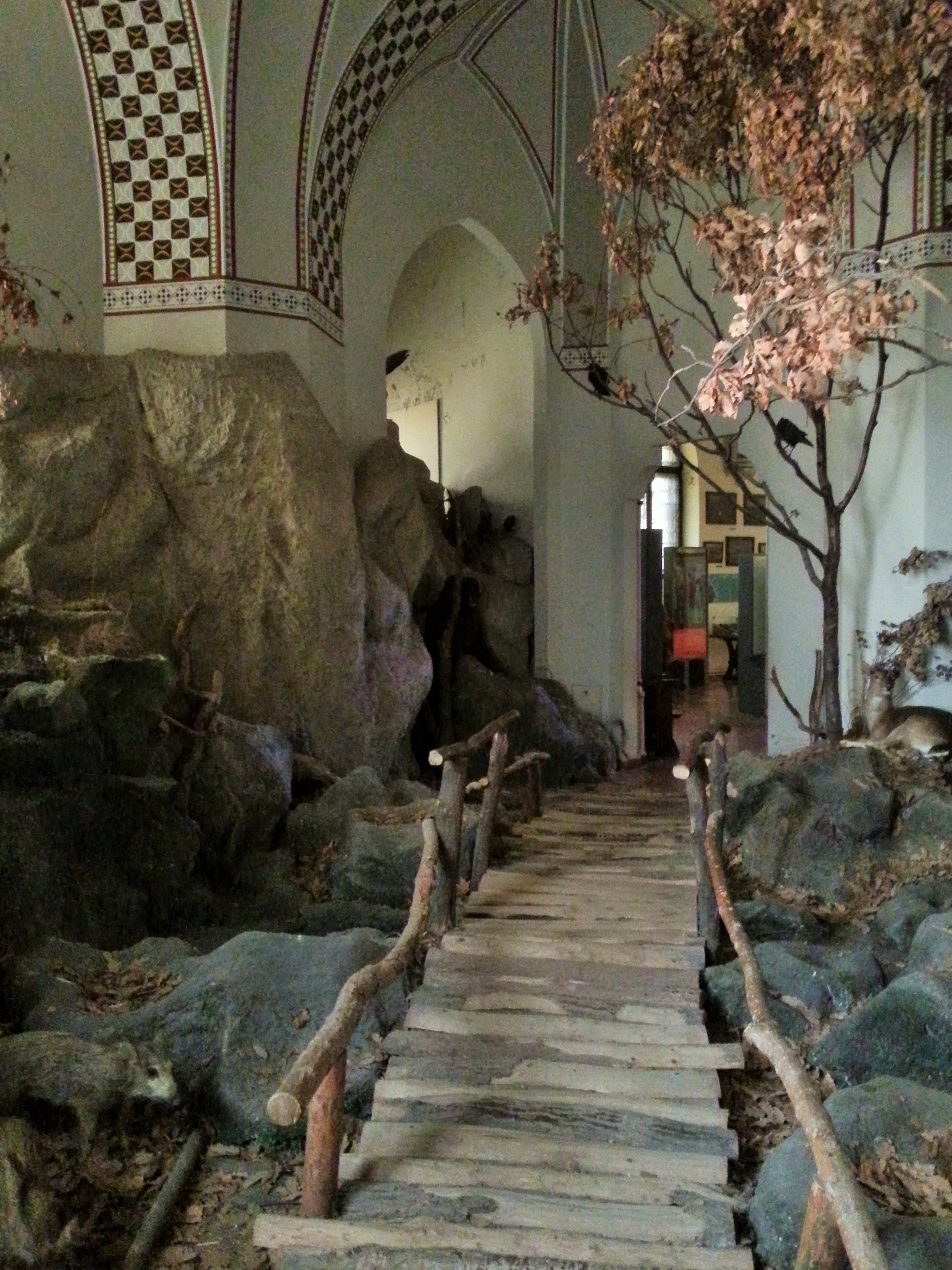
Erdészeti kiállítás

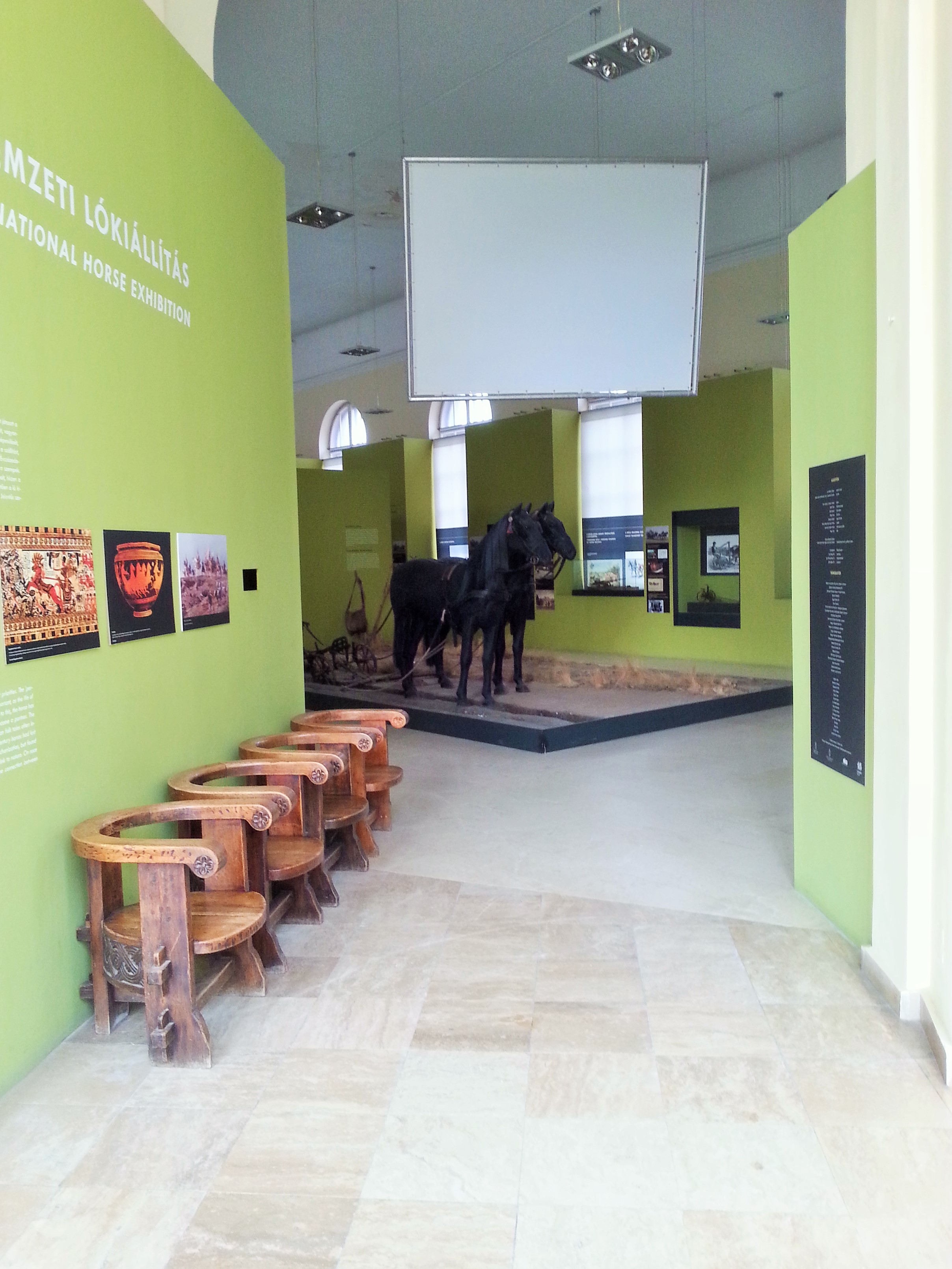
Lótenyésztési kiállítás

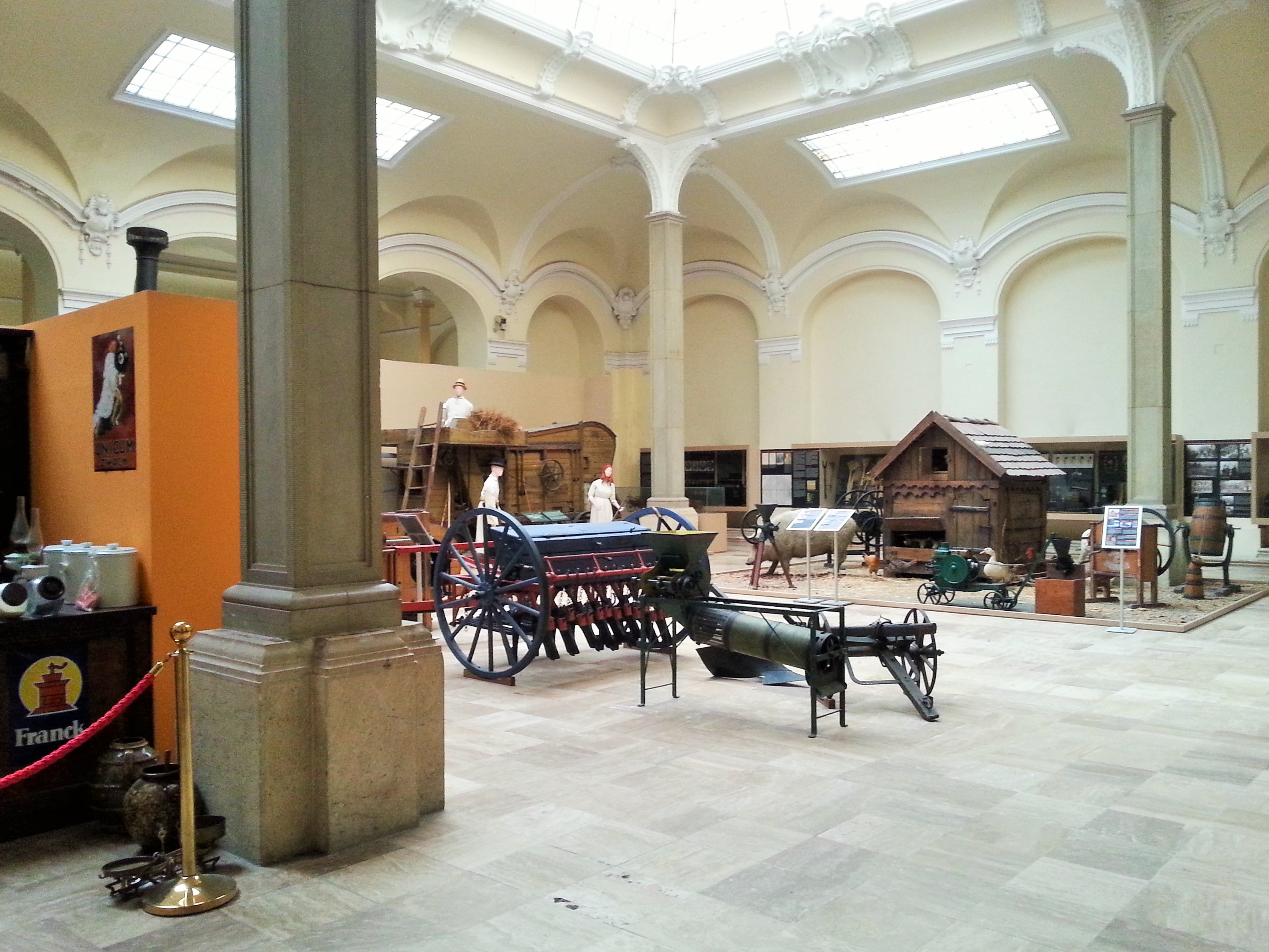
Mezőgazdaságtörténeti kiállítás

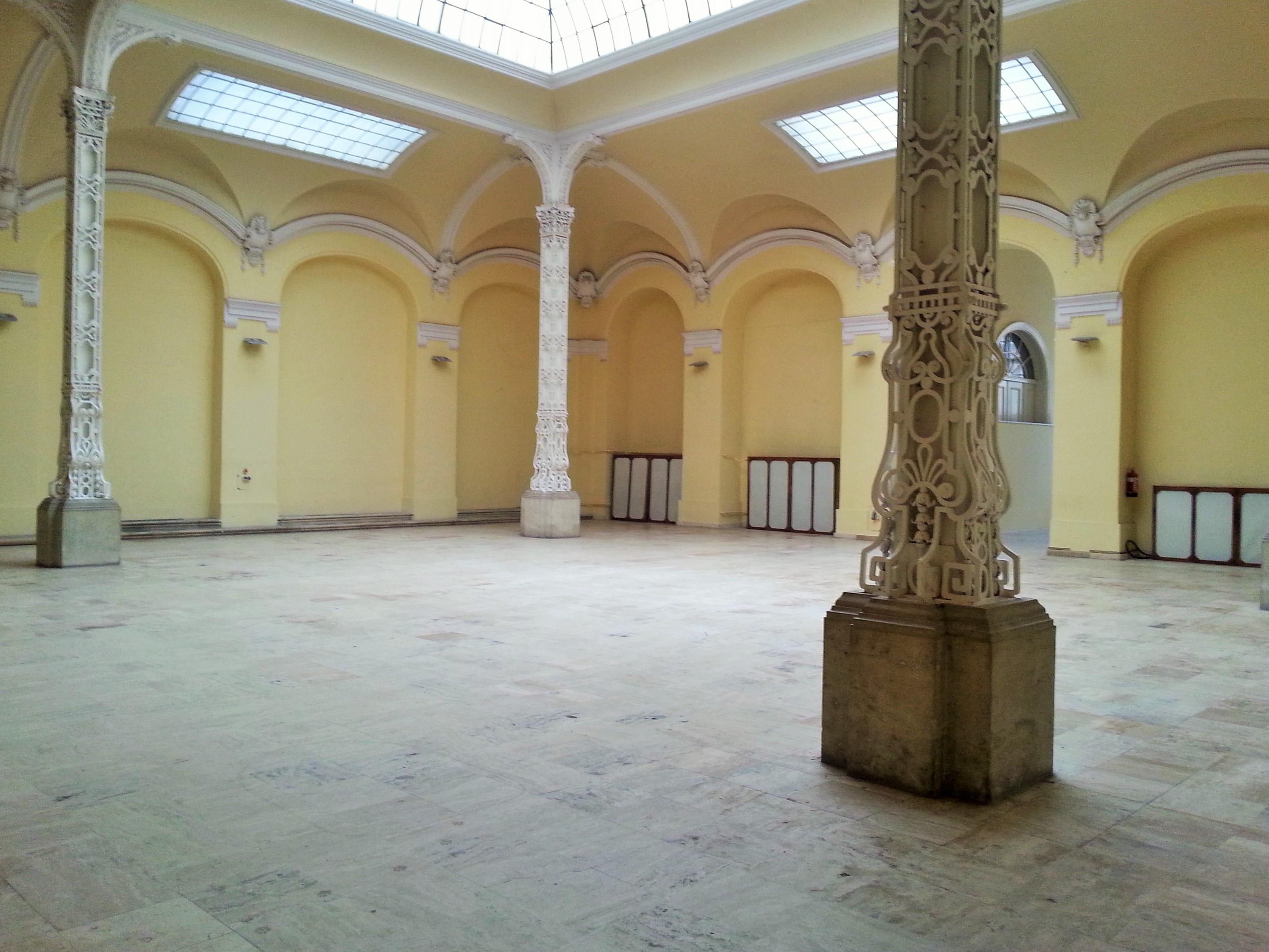
Alkalmi kiállítótér

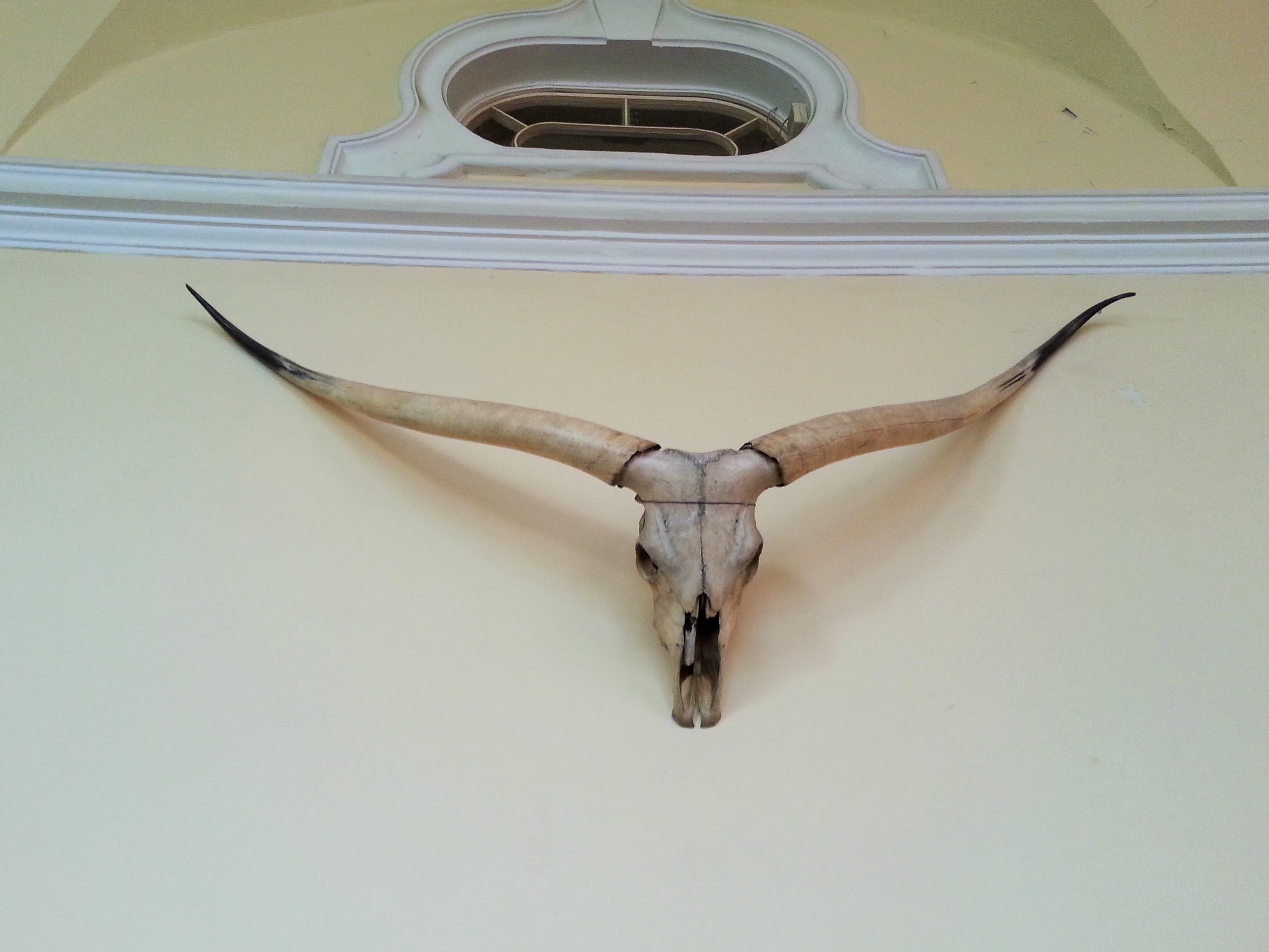
Szarvasmarhakoponya

A Magyar Mezőgazdasági Múzeum, alapításától 1950-ig Magyar Királyi Mezőgazdasági Múzeum Budapest egyik legjelentősebb múzeuma, országos szakmúzeum, a főváros XIV. kerületében, a Városligetben, évente több százezer látogatóval. Egyes források szerint Európa legnagyobb mezőgazdaság-történeti gyűjteménye, egyben valószínűleg a világ első (legkorábban alapított) mezőgazdasági múzeuma. A múzeum éveken át állandó, valamint évente változó időszaki kiállításokon mutatja be 39 szakgyűjteményének 2016-ban 400.000-nél többre becsült műtárgy- és iratállományát. Joggal tekinthető „a magyar vidék leggazdagabb közgyűjteményének”. Programokat szervez, részt vesz a Múzeumok Éjszakáján és a Kutatók Éjszakáján, évtizedek óta komoly szakkönyvkiadást folytat, egyedi művek mellett számos agrártörténeti könyvsorozatot is megjelentet. A tárgyakat, iratokat mélyebben megismerni vágyók részére kutatószolgálatot rendszeresített. Jelen van az elektronikus világ különböző részein, kapcsolatot ápol más múzeumokkal, vidéki kiállítóhelyeket tart fenn, könyvtára pedig körülbelül 250.000 kötettel és a 180.000 folyóirattal (egyéb digitális adathordozókkal együtt 450.000 leltári egységgel) a legkomolyabb agrártörténeti könyvgyűjtemény Magyarországon.
Épülete az eredetileg az 1896-os millenniumi ünnepségekre ideiglenes kiállítóhelynek épült budapesti Vajdahunyad vára, amelyet az ünnepségek után a közönség nyomására nem bontottak el. 3 év múlva gyenge szerkezete miatt mégis el kellett bontani, de – ismét lakossági nyomásra – szilárdabb anyagokból 1908-ra újraépült. Az eredeti épületet is tervező Alpár Ignác úgy készítette el a végleges terveket, hogy a leendő épületegyüttes a múzeum minden igényének megfeleljen. 2025. júniusi hírek szerint a múzeumot a Vajdahunyad várából a Gödöllői Kastélyba fogják 2029-ig költöztetni.

## Épületei
Az Alpár Ignác által tervezett különböző stílusú műemléki épületek a Vajdahunyad-vár épületegyüttesének részei. A múzeum a reneszánsz-barokk és a gótikus épületcsoportot használja kiállítóhelynek, emellett gyűjteményraktárak és tudományos kutatóhelyek működnek bennük. A reneszánsz-barokk és a gótikus szárnyat a múzeum végleges épületének tervezésekor Alpár Ignác a kívülről észak-olasz reneszánsz stílusú, úgynevezett „összekötő épülettel” fűzte egy láncolattá, belülről egy épületté. A román épületcsoport nincs megnyitva a nagyközönség előtt, azt a múzeum kizárólag kutatási-tárolási célokra használja.
A váron belül egyedül a Jáki kápolna nem áll a múzeum kezelésében: annak fenntartója a római katolikus egyház.
A múzeum belső berendezését Györgyi Dénes készítette 1912-ben.
A múzeum alaprajza ezen a hivatkozáson érhető el.

## Története

### Előzmények: a Kertészeti- és a Gazdasági Múzeum (1860-as évek–1896)
Magyarország évszázadokon át önállóan, majd a Habsburg Birodalomban is mezőgazdasági országnak számított. A múzeum létrejöttét megelőzte az úgynevezett Kertészeti Múzeum. Az 1860-as években a „Kertész Gazda” folyóirat indítványozta, hogy az Országos Magyar Gazdasági Egyesület (OMGE) székházában lévő pomológiai gyűjteményt fejlesszék múzeummá. A közvélemény és a magyar gazdák is támogatták az ötletet, 1869-ben pedig létrehozták a Kertészeti Múzeumot. Az OMGE ezt követően megkezdte egy általános gazdasági múzeum terveinek az előkészítését, különös tekintettel az ekkoriban nagy szerepet játszó világkiállítások értékes tárgyaira. Az előkészítési munkálatokat – beleértve külföldi múzeumok tanulmányozását – Máday Izidor végezte. 1871-ben így létrejött a Gazdasági Múzeum.
Az intézmény 20 éven át működött, azonban gyarapodó gyűjtemény rendszerezett kiállításához nem álltak rendelkezésre alkalmas terek, és az intézmény finanszírozásával, illetve a szakembergárdával kapcsolatban is hiányosságok mutatkoztak. Ezekből az okokból kifolyólag 1891-ben az OMGE átadta a gyűjteményt a Földművelésügyi Minisztériumnak. Az múzeum anyagát 1891 és 1892 között Balás Árpád osztotta szét különböző gazdasági tanintézetek között. A kapott tárgyakért az intézeteknek nem kellett fizetniük. (Igen sok tárgy került a Magyaróvári Magyar Királyi Gazdasági Akadémiához, amelynek Balás Árpád ebben az időszakban igazgatója volt.) Megjegyzendő, hogy az így szétosztott anyag később nem került a Mezőgazdasági Múzeum tulajdonába.

### A Magyar Királyi Mezőgazdasági Múzeum létrejötte (1896–1907)
Az 1896-os millenniumi ünnepségek idejére az OMGE ismét felvetette a múzeum gondolatát, hogy igyekezzenek emléket állítani a múlt és a jövő értékeinek, a magyar mezőgazdaságot is reprezentatív gyűjteménnyel mutassák be. 1896 januárjában az OMGE felterjesztéssel fordult a földművelésügyi miniszterhez a múzeum állami költségen történő megszervezése és fenntartása ügyében. A leendő múzeum alapító okiratát 1896. június 20-án (13.352/1896. F.M.sz. rendelet) írta alá Darányi Ignác földművelésügyi miniszter. A gyűjtemény létrehozásának céljaként azt nevesítette, hogy „az ország mezőgazdasági termelése és fejlődése állandó és modern múzeumban bemutattassék”. A múzeum fenntartója a Földművelésügyi Minisztérium lett.
A múzeumra a milleneumi ünnepsége lezajlása után az Alpár Ignác által tervezett úgynevezett „Történelmi Épületcsoportot” (azaz a mai Vajdahunyad várat) jelölték ki, az épületeket 10 aranykorona jelképes árért engedte át a főváros a múzeum intézményének. Maga a múzeum 1897. szeptember 12-én nyílt meg. Az épület azonban a kiállításnál felhasznált gyenge alapanyagok miatt néhány év múlva életveszélyessé vált, és már 1899. július 27-én be is kellett zárni, majd elbontani.
A múzeum a bontást követően a múzeum a Kerepesi (mai Rákóczi) út 72.-be költözött az úgynevezett Stern-féle bérházba (tervezte Schmahl Henrik, lebontották 1956-ban). Ugyanakkor több művész, muzeológus, a Vallás- és Közoktatásügyi Minisztérium, és Darányi a vár második megépítését szorgalmazta. Kezdeményezésük sikerrel járt, és 1900-ban a magyar kormány döntése értelmében pénzügyi fedezet nyílt az új, végleges vár felépítésére. A munkálatokat ismét Alpár Ignác irányította. 1902-ben megindult ismét az építkezés. 1904-re elkészült a gótikus és a reneszánsz-barokk épületszárny, 1908-ra pedig a román stílusú épületegyüttes. A múzeum 1904-ben a román épület átépítése előtt visszaköltözött az épületbe.

### A múzeum újranyitása (1907–1918)
Az éveken át tartó munkálatok után 1907. június 9-én nem kisebb személyiség, mint – a megkoronázásának 40. évfordulójára Budapestre jövő – I. Ferenc József magyar király nyitotta meg az új múzeum kiállításait a nagyközönség előtt.
A Földművelésügyi Minisztérium a múzeum feladatává tette mindannak bemutatását, „ami a magyar mezőgazdaságra érdekkel és fontossággal bír, amiből a hazai mező-, kert- szőlő- vagy erdőgazdaság megbízható és gyakorlati tanulságot meríthet”. Az első néhány évtizedben az intézmény leginkább olyan gyakorlati bemutató- és oktatóközpont volt, amelyben az érdeklődő a mezőgazdaság szinte minden ágazatában részletesen megismerhette a termelés korszerű eljárásait.
A múzeum első fellendülő periódusát az első világháború kezdetéig élte. Ebben az időszakban folyamatosan nőtt a látogatók száma, olykor meghaladta az évi 150.000 főt is. A múzeum sikerrel volt jelen a nemzetközi kiállításokon is tárgyaival. Az első világháború idején azonban anyagi forrásai lecsökkentek, dolgozóinak egy része katonai szolgálatot is töltött.

### A két világháború közötti időszak (1918–1945)
Az első világháborút követő infláció a gyűjteményeket nem nagyon tudta a múzeum tovább fejleszteni, új tárgyakat is csak adományozás révén tudtak szerezni. Jelentős esemény volt ugyanakkor 1926-ban a Magyar Mezőgazdasági Múzeum Baráti Körének megalapítása a múzeum támogatására. 1933-ban megindult a múzeum modernizálása, átrendezése, és 1934. június 14-én megtörtént az új kiállítások ünnepélyes megnyitása.
A múzeumot a második világháború során 1944-ben több bombatalálat érte, berendezésének jelentős része elpusztult.

### A szocializmus alatt (1945–1990)
A múzeum 1944 és 1949 között bizonytalan állapotban volt. A megsérült részek újjáépítésére 1950-ben került sor. A helyreállítási munkálatok Hajós Alfréd vezetésével zajlottak. Az 1951. február 12-i döntés értelmében a Vajdahunyadvár visszakapta eredeti rendeltetését, viszont a Természettudományi Múzeum Növénytári Osztálya „társbérlőként” beköltözött. Ez a helyzet 1981-ig állt fenn.
Az 1956-os forradalom idején belövések érték az épületet, és súlyos károk keletkeztek a halászati, erdészeti, és vadászati kiállításban.
A múzeum fenntartója 1967-től a Mezőgazdasági és Élelmezésügyi Minisztérium volt.
A tudományos kutatásokat illetően jelentős előrelépések történtek az időszakban. Ezek közé tartozott a magyar agrártudományi bibliográfiák összeállítása (1952-től), a „A Magyar Mezőgazdasági Múzeum Közleményei”-nek megindítása (1962-től), a Mezőgazdaságtörténeti Tanulmányok című sorozat (1964), illetve a Bibliographia Historiae Rerum Rusticarum Internationalis nemzetközi agrártörténeti bibliográfia (1964-től). Az 1980-as években a magyar mezőgazdasággal összefüggő neves személyek életrajzait gyűjtötték össze először az egy kötetes Agrártörténeti életrajzok (1985), majd a három kötetes Magyar agrártörténeti életrajzok  (1987–1989) című lexikonokban.
1959-ben létrejött a múzeum adattára, majd 1963-tól a múzeum bekapcsolódott a régészeti ásatásokba. Nagy fokú tárgygyűjtési utak indultak (szőlészeti munkaeszközök, növénymagok, állatcsontok, gép- és épületmodellek). 1961 és 1966 között átrendezték a kiállításokat a szocialista termelés bemutatására. 1970-től kezdték kiépíteni a vidéki tájházak, „filiálék” rendszerét, és felújították a Baráti Körök intézményét is. Utóbbi támogatta A magyar élelmiszeripar története című szintézis megjelenését. 1971-ben, a múzeum létrejöttének 75. évfordulóján rendezett szimpóziumon alapították meg a régészeti állattan (archeozoológia) világszervezetét (International Council for Archaeozoolgy).
1974-ben dr. Pál Istvánné muzeológus vezetése mellett, a Szegedi Fűszerpaprika Termelési Rendszer és az szegedi Új Élet Mezőgazdasági TSZ támogatásával Szeged-Mihálytelken, a korábbi Lábody-féle paprikamalomban állandó paprikatörténeti kiállítás nyílt. Kalocsán 1977-ben nyílt meg a Paprikamúzeum, szintén a Mezőgazdasági Múzeum munkájával, amelyet a Kalocsai paprikagyár segített. 1975-ben a Mezőgazdasági Múzeum segítette a Soroksári Sváb Tájház életrehívását.
1978 és 1985 között teljes külső és belső felújítást végeztek a múzeumon, elsősorban az évtizedek óta elavult közműhálózatot cserélték ki. A munkálatok ideje alatt a múzeum nyitva tartott. Az 1980-as években megújultak a kiállítások, és 1979-től megindultak a múzeumpedagógiai programok, és 1980-tól a nagyközönségnek szánt filmvetítések. Az országban található agrártörténeti műemlékek nyilvántartási kötelezettségéről egy 1977-es miniszteri rendelet döntött. Erősödtek a múzeum külföldi kapcsolatai, elsősorban csehszlovák, dán, és NDK múzeumokkal. 1984-ben a Mezőgazdasági Múzeumok Nemzetközi Szövetsége (AIMA) a Magyar Mezőgazdasági Múzeum akkori főigazgatóját, Szabó Lórándot három évre elnöknek választotta meg.
Az 1949-ben állami intézkedésből elvett 40.000 kötetes múzeumi könyvtár helyébe az évek során új könyvtár lett létrehozva, amely az 1980-as évekre már 80.000 kötettel rendelkezett.

### A rendszerváltás után (1990–től)
A Mezőgazdasági Múzeumot – más hasonló intézményekhez hasonlóan – károsan érintették a rendszerváltás utáni forráskivonások. Az 1990-es években fel is merült a múzeum Vajdahunyad várából való kiköltöztetésének gondolata. Két évtizeddel később, 2014-ben ismét felvetődött ez a Liget projekt kapcsán, azonban napjainkig (2024) ez nem valósult meg.
A múzeum azonban ennek ellenére népszerű maradt a nagyközönség előtt. 1997-ben 128.000 főre tették a látogatók számát. 1991-ben a Vajdahunyad várát műemlékké nyilvánították.
Maga a múzeum régi (állandó) és új (időszaki) kiállításokkal, alkalmi programokkal kedveskedik a látogatóknak. Újabb kezdeményezései közé tartozik a blogos- és a Facebookos formájú megjelenés. Honlapja folyamatos fejlesztés alatt áll, ezen többek közt az egyes gyűjteményekről is rövid összefoglalók olvashatóak. Az elektronikus megjelenési formák nem szorították ki a nyomtatott kiadványokat sem: folyamatosan jelennek meg az újabb kutatások eredményei, de készülnek népszerű-ismeretterjesztő művek is. A kiadványok a múzeum pénztárában vásárolhatóak meg. Régi könyvsorozatok újabb kötetekkel gyarapodnak (Mezőgazdaságtörténeti Tanulmányok), új sorozatok indulnak (A Magyar Mezőgazdasági Múzeum Tárgykatalógusai).
2013-tól a múzeum kezeli a bezárt (de nem elbontott) Malomipari Múzeum tárgy- és irategyüttesét. 2016-tól a múzeumhoz tartozik a megszűnt Húsipari Múzeum tárgyanyaga is.
2015-ben megnyitották a múzeum két, korábban látogatók elől elzárt részét (Kaputorony, Apostolok tornya). Ugyanebben az évben egy elfalazott szobára bukkantak az épületben, amelyben 120 éves, eredeti, Alpár Ignáctól származó terveket találtak.
2015-ben a múzeum könyvtárát összevonták az Országos Mezőgazdasági Könyvtár és Dokumentációs Központtal, 2019/2020-ban pedig a Vajdahunyadvári könyv- és iratállományt az Országos Mezőgazdasági Könyvtár telephelyére, a Budapest I. kerületi Attila út 93. szám alá költöztették. Az összevont, új intézmény Magyar Mezőgazdasági Múzeum és Könyvtár Mezőgazdasági Könyvtár néven alatt működik.

### Jelentősége
Mára a múzeum több százezer tárgyas gyűjteménye egyedülállóan reprezentálja a magyar mezőgazdaság történetét. Itt található például az első, (1852-ben) Magyarországra került gőzlokomobil, továbbá számos, hazánkban, illetve külföldön gyártott mezőgazdasági eszköz és gép. Világhírű trófeagyűjteménye időrendi sorrendben mutatja be az egykor vagy még ma is világrekorder szarvas-, dámvad-, őz- és vaddisznó-trófeákat. A múzeum nagy értéke a 19. században és a két világháború között az európai piacot uraló búzafajták kollekciója. Ugyancsak becsesnek tartják a szürkemarha-koponyák gyűjteményét, a remek kézműves lószerszámokat, a vadászfegyvereket, valamint a magyar szőlészet és borászat tárgyi emlékeit.

## Vidéki kiállítóhelyek
A múzeum több vidékre kihelyezett kihelyezett kiállítóhellyel (filiálé) rendelkezik. Ezek a következők:
- Georgikon Majormúzeum — Keszthely, Bercsényi u. 65–67.
- Lajosmizsei Tanyamúzeum — Lajosmizse, Alsó Lajos u. 71.
- Tájház (Cece) — Cece, Árpád utca 16.
- Blaskovich Múzeum — Tápiószele, Múzeum út 13.

## A múzeum feladatai
A Magyar Mezőgazdasági Múzeum – más múzeumokhoz hasonlóan – sokrétű feladatot lát el. Múzeumi alapfeladata a mezőgazdaság tárgyi és írott emlékeinek gyűjtése, megőrzése, kutatása, bemutatása.

### Gyűjtemények
A múzeum tárgy- és irategyütteseit gyűjteményeknek nevezik, tárolásuk raktárakban történik, kiállítva csak egy részük látható. Jelenleg (2024) a következő 39 gyűjtemény található a múzeum területén:
- Agrártörténeti Iratok Gyűjteménye (AI)
- Agrártörténeti Műemlékek Gyűjteménye (AM)
- Agrobotanikai Gyűjtemény (AG)
- Állatcsontgyűjtemény (ÁCS)
- Állattenyésztési Gyűjtemény (Á)
- Állattenyésztési Törzskönyvgyűjtemény (AT)
- Archeobotanikai Gyűjtemény (AR)
- Erdészeti és Faipari Gyűjtemény (E)
- Eredeti Fényképek Gyűjteménye (EF)
- Filmarchívum (FA)
- Fogatolt Járműgyűjtemény (FJ)
- Fonás-szövés Eszközei Gyűjtemény (FSz)
- Fonotéka-gyűjtemény (F)
- Fotónegatív és Diapozitív Gyűjtemény (FD)
- Halászati Gyűjtemény (H)
- Képzőművészeti Gyűjtemény (KM)
- Kerámiagyűjtemény (K)
- Kertészeti Gyűjtemény (KT)
- Kézieszköz-gyűjtemény (KE)
- Kéziratgyűjtemény (KI)
- Kismesterségek-gyűjtemény (KIS)
- Lószerszámgyűjtemény (LSz)
- Makett- és Modellgyűjtemény (MM)
- Méhészeti Gyűjtemény (M)
- Mezőgazdasági Erő- és Munkagépgyűjtemény (MEM)
- Mezőgazdasági Munkaeszköz-történeti Archívum (MMA)
- Mezőgazdasági Múzeum Dokumentációs Gyűjteménye (MD)
- Numizmatikai Gyűjtemény (N)
- Plakát- és Aprónyomtatvány-gyűjtemény (PA)
- Régészeti Gyűjtemény (R)
- Regeszta- és Másolatgyűjtemény (RM)
- Szakoktatás-történeti Gyűjtemény (SzO)
- Személyi Emlékanyag-gyűjtemény SzE
- Szőlészeti és Borászati Gyűjtemény (SzB)
- Térképgyűjtemény (TK)
- Termelőszövetkezetek és Állami Gazdaságok Gyűjteménye TSz
- Textilgyűjtemény (T)
- Urbaria et Conscriptiones (Urbáriumok és összeírások regesztái) (UC)
- Vadászati Gyűjtemény (V)

### Kutatószolgálat
A gyűjtemények a múzeum vezetőinek írásos engedélyével kutathatók, a tevékenységet kutatószolgálatnak hívják. Kutatási időpontok (2024):
- hétfő, szerda: 9-15 óra

A kutatási szabályzat a múzeum honlapjáról letölthető.

### Kiállítások
A Magyar Mezőgazdasági Múzeum állandó és időszaki kiállításokban tárja kincseit a nagyközönség elé. Tekintve azonban a több mint egy évszázad alatt összegyűlt tárgyak, iratok nagy mennyiségét, ugyanakkor a kiállítóterek korlátolt számát – a tárgyaknak csak egy részét tudja nyilvánosan bemutatni, a tárgyak jelentős része a gyűjteményi raktárakban van.
- A múzeum állandó kiállításai (2025):

| Kép | Cím                                                                         | Épület                   |  | Kép | Cím                                                                 | Épület                    |
| --- | --------------------------------------------------------------------------- | ------------------------ |  | --- | ------------------------------------------------------------------- | ------------------------- |
|     | A magyar mezőgazdaság története a Kárpát-medencében – a kezdetektől 1945-ig | barokk épület, földszint |  |     | Erdészet                                                            | gótikus épület, földszint |
|     | A ló – Nemzeti lókiállítás                                                  | barokk épület, emelet    |  |     | „Ahol víz van, hal is akad” (2022-ben nyílt új halászati kiállítás) | gótikus épület, emelet    |
|     | Kincsem – Imperiál: Híres magyar versenylovak                               | barokk épület, emelet    |  |     | A magyar szőlő és bor Európában                                     | gótikus épület, pince     |
|     | A vadászat aranykora Magyarországon                                         | gótikus épület, emelet   |  |     |                                                                     |                           |

- Időszaki kiállítások:
  - A múzeumban rendszeresek a valamilyen eseményhez vagy évfordulóhoz kapcsolódó időszaki kiállítások. Erről bővebb információt a múzeum honlapja szolgáltat.
- Látogatási idő (2025):[50]
  - hétfő: zárva
  - kedd–péntek: 10:00 – 17:00,
  - szombat és vasárnap: 10:00 – 17:00.
- Belépődíjak (2025):[51]
  - felnőtt: 4000 Ft,
  - gyermek és nyugdíjas: 2000 Ft.

### Kiadványok
A múzeum kutatói a tárgyak gyűjtése és karbantartása, restaurálása mellett komoly publikációs tevékenységet is folytatnak. A múzeum kezdettől fogva számos kiadványt jelentett meg a magyar mezőgazdaság történetével kapcsolatban. A jelenleg kapható kiadványok a múzeum honlapján tekinthetőek meg, és a múzeum jegypénztárában vásárolhatók meg. Korábbi könyveik gyakran csak antikváriusi forgalomban fordulnak elő. A legnagyobb magyar elektronikus antikvárium honlapján számos ilyen mű érhető el.
Kiadványaiknak teljes listája Perjámosi Sándor 120 év kiadványai. A Magyar Mezőgazdasági Múzeum nyomtatott önálló és időszaki kiadványai című tanulmányában olvasható (In: Magyar Mezőgazdasági Múzeum közleményei 2016–2017, A Magyar Mezőgazdasági Múzeum Kiadása, Budapest, 2017). A múzeum 1896-tól 2017-ig 260-nál több kiadványt jelentetett meg. Egyéb áttekintés: A Magyar Mezőgazdasági Múzeum fontosabb kiadványai In: Agrármuzeológiai Füzetek I., Magyar Mezőgazdasági Múzeum, Budapest, 1980, 92-95. o.

##### Egyedi kiadványok
| Műfaj | Szerző, Cím | Megjelenés évei | Megjegyzés                                                                   |
| --- | --- | --------------- | ---------------------------------------------------------------------------- |
| (válogatás, időrendben) (a kiadványok közül többnek ma már csak történeti értéke van, mivel nem létező kiállításokra, azok tárgyaira vonatkozik) | |                 |                                                                              |
| általános múzeumismertetők | S. Szabó Ferenc: A hatvanéves Mezőgazdasági Múzeum 1896–1956 | 1956            |                                                                              |
| általános múzeumismertetők | (szerk.) Szabó Loránd: A Magyar Mezőgazdasági Múzeum 90 éve | 1986            |                                                                              |
| általános múzeumismertetők | Fehér György, Istvánfi Gyula, Oroszi Sándor: A 100 éves Mezőgazdasági Múzeum | 1996            |                                                                              |
| általános múzeumismertetők | Kovács Judit, Csók Márta: Látogass el hozzánk! Ismertető a Magyar Mezőgazdasági Múzeumról gyerekeknek | 2000            |                                                                              |
| általános múzeumismertetők | Rosch Gábor, Fehér György: A városligeti Vajdahunyadvár | 2007            |                                                                              |
| katalógusok | (összeáll.) Orbán László: A Magyar Mezőgazdasági Múzeum trófeái | 1961            |                                                                              |
| katalógusok | Lippóczy Norbert: Szőlő és bor az ex libriseken | 1970            |                                                                              |
| katalógusok | A magyar mezőgazdasági szakoktatás története című kiállítás tájékoztatója | 1971            |                                                                              |
| kiállításvezetők | A magyar baromfigazdaság | 1973            |                                                                              |
| kiállításvezetők | A magyar Mezőgazdasági Múzeum kiállításainak ismertetője | 1984            |                                                                              |
| kiállításvezetők | Mezőgazdasági Múzeum. A Magyar Mezőgazdasági Múzeum állandó kiállításainak vezetője | 1996            |                                                                              |
| kiállításvezetők | Oroszi Sándor: Természeti értékek természetvédelme | 1997            |                                                                              |
| kiállításvezetők | Oroszi Sándor: Erdészet | 1998            |                                                                              |
| kiállításvezetők | Bartosiewicz László: Az állatok háziasítása | 2000            |                                                                              |
| kiállításvezetők | Bányai József: Vadászat | 2005            |                                                                              |
| kiállításvezetők | Csoma Zsigmond, Fülöp Éva Mária, Molnár Erzsébet, Pálóczi Horváth András, Knézy Judit, Szatmári Sarolta, Takáts Rózsa: A magyar mezőgazdaság története a kezdetektől napjainkig                                                                         | 2008            |                                                                              |
| kiállításvezetők | Szőllősy Gábor: A ló – Nemzeti lókiállítás | 2011            |                                                                              |
| monográfiák | Gerencsér Miklós: Mezei műhelyek | 1981            |                                                                              |
| monográfiák | W. Nagy Ágota: „... Az időt okosan használni..." Szeder Fábián OSB 1784–1859” | 2000            |                                                                              |
| monográfiák | Erdődy Gábor: Kossuth Lajos. A demokratikus polgári átalakulásért és a nemzeti önrendelkezés kivívásáért folytatott küzdelem vezéralakja | 2002            |                                                                              |
| monográfiák | Csoma Zsigmond: Késő reneszánsz, kora újkori kertek és borok Erdélyben | 2009            |                                                                              |
| tanulmánygyűjtemények, konferenciakötetek | (szerk.) Oroszi Sándor: A magyar mezőgazdaság 1000 éve. Rövid áttekintés | 2000            |                                                                              |
| tanulmánygyűjtemények, konferenciakötetek | (szerk.) W. Nagy Ágota: A magyar mezőgazdasági, kertészeti, erdészeti és vadászati szaknyelv kialakulása. Tudománytörténeti Konferencia a Magyar Mezőgazdasági Múzeumban Apáczai Csere János Enciklopédiája elkészültének 350. évfordulója tiszteletére | 2003            |                                                                              |
| tanulmánygyűjtemények, konferenciakötetek | (szerk.) Estók János: Magyarország mezőgazdasága országos kiállításokon | 2005            |                                                                              |
| tanulmánygyűjtemények, konferenciakötetek | (szerk.) Estók János – Farkas Gyöngyi: 1956 és a magyar agrártársadalom | 2006            |                                                                              |
| tanulmánygyűjtemények, konferenciakötetek | (szerk.) Nagy Ágota: Járomfa, mozvány, nőtövény... A nyelvújítás során született szaknyelvünk "szokott és szokatlan" szavai - Konferencia a Magyar Mezőgazdasági Múzeumban Kazinczy Ferenc születésének 250. évfordulója tiszteletére                   | 2009            |                                                                              |
| tanulmánygyűjtemények, konferenciakötetek | (szerk.) Kőrösi Andrea, Szotyori-Nagy Ágnes: Szürkék, rackák, mangalicák. A 2013. november 25–26-án Matolcsi János tiszteletére rendezett nemzetközi tudományos konferencián elhangzott előadások szerkesztett változata                                | 2015            |                                                                              |
| tanulmánygyűjtemények, konferenciakötetek | (szerk.) Estók János: Szapáry Gyula gróf, a sokoldalú politikus | 2023            |                                                                              |
| művészeti albumok | (szerk.) Tóth József: Hommage Alpár Ignác. A Magyar Alkotóművészek Országos Egyesülete Fotóművészeti Tagozatának kiállítása Magyar Mezőgazdasági Múzeum 2007                                                                                            | 2007            | bizonyos tekintetben kiállítási katalógus, de fényképalbumként is tekinthető |
| művészeti albumok | Radics Boglárka: Groteszkek, kimérák, vízköpők: Séta a Vajdahunyadvár épületszobrászati elemei között | 2014            |                                                                              |
| művészeti albumok | Múzeum a Városligetben. A Magyar Mezőgazdasági Múzeum | 2016            | Angol nyelven is megjelent.                                                  |
| forráskiadványok | (szerk.) Csoma Zsigmond, Oroszi Sándor: Bereczki Máté levelei | 1995            |                                                                              |

##### Sorozatszerű kiadványok
| Szerző, Cím                                     | Megjelenés évei | Műfaj                      | Megjegyzés      |
| ----------------------------------------------- | --------------- | -------------------------- | --------------- |
| A magyar mezőgazdasági szakirodalom könyvészete | 1934–1968       | több kötetes bibliográfia  | 8 kötet         |
| Mezőgazdasági Múzeum Füzetei                    | 1957–1967       | füzetsorozat               | 23 füzet        |
| A Magyar Mezőgazdasági Múzeum Közleményei       | 1962–napjaink   | folyóirat                  | 25 kötet (2024) |
| Mezőgazdaságtörténeti Tanulmányok               | 1964–napjaink   | könyvsorozat               | 15 kötet (2024) |
| Nemzetközi Agrártörténeti Bibliográfia          | 1964–2003       | bibliográfiai könyvsorozat |                 |
| Hírek a Mezőgazdasági Múzeumból                 | 1970–1987       | folyóirat                  |                 |
| Agrármuzeológiai Füzetek                        | 1980–1984       | füzetsorozat               | 3 füzet         |
| Magyar agrártörténeti életrajzok                | 1987–1989       | több kötetes bibliográfia  | 3 kötet         |
| A Magyar Mezőgazdasági Múzeum Tárgykatalógusai  | 2009–napjaink   | könyvsorozat               | 5 kötet (2024)  |
| Múzeumpedagógiai Füzetek                        | 2010            | füzetsorozat               | 12 kötet        |

- Online elérhető kiadványok:
  - https://library.hungaricana.hu/hu/collection/muze_orsz_mezo/

## Elektronikus megjelenés
A múzeum éve óta saját honlapot működtet (https://www.mezogazdasagimuzeum.hu/). Ezen megtalálhatók többek között az aktuális nyitvatartási idők és jegyárak mellett az állandó és időszaki kiállítások, kisebb események rövid bemutatói, de a korábbi kiállítások összefoglalói is visszakereshetők. Emellett részletesen bemutatásra kerülnek a múzeum gyűjteményei.
Itt lehet az érdeklődőknek múzeumpedagógiai programokra jelentkezni, vagy a külső rendezvények céljára kiadható termeket átnézni. A múzeum könyvtára és fiókmúzeumai (keszthelyi Georgikon Majormúzeum, tápiószelei Blaskovich Múzeum, Lajosmizsei Tanyamúzeum, Cecei Tájház) önálló honlapokkal rendelkeznek.
A múzeum videóit YouTube felületen teszi közzé. Jelen van a Facebook közösségi oldalon is. Nagyobb lélegzetű bejegyzések számára blog felület alakított ki.

## Néhány számszerű adat a múzeumról
A múzeumban igen nagy mennyiségű műtárgyat és iratot őriznek. 1996-ban a múzeum egyik kiadványa kb. 110.000 darabra becsülte csak a műtárgyak számát, iratok nélkül. Ezek a szám az azóta eltelt 30 év alatt a tervszerű gyűjtések és adományozások miatt jelentősen növekedett. 2016-ban 400.000-nél többre becsülték a tárgyak számát, amellyel a múzeum „a magyar vidék leggazdagabb közgyűjteménye”. Néhány szám a teljesség igénye nélkül:
| Darabszám  | Név                                                                                         |
| ---------- | ------------------------------------------------------------------------------------------- |
| kb. 17.000 | 20-21. századi növényi magminta                                                             |
| kb. 9300   | ásatásokból előkerült növényi magminta                                                      |
| kb. 4000   | mezőgazdasági vonatkozású numizmatikai tárgy (díjszalagok, pecsétnyomók, bárcák, jelvények) |
| kb. 3500   | szőlészettel kapcsolatos tárgy                                                              |
| kb. 3000   | állattenyésztéssel kapcsolatos tárgy                                                        |
| kb. 2000   | mezőgazdasági vonatkozású festményt és rajz                                                 |
| kb. 1700   | mezőgazdasági kézieszköz                                                                    |
| kb. 1100   | kerámiatárgy                                                                                |
| kb. 1000   | textília                                                                                    |
| több száz  | mezőgazdasági gép (Keszthelyen)                                                             |
| kb. 750    | lószerszám                                                                                  |
| kb. 600    | mezőgazdasági vonatkozású, régészeti feltárásnál talált tárgy                               |
| kb. 600    | mezőgazdasági vonatkozású szobor                                                            |
| kb. 300    | vadászfegyver                                                                               |
| kb. 250    | méhészettel kapcsolatos tárgy                                                               |
| kb. 100    | szekér és szán (Keszthelyen)                                                                |

| Darabszám   | Név                                                             |
| ----------- | --------------------------------------------------------------- |
| kb. 250.000 | agrártörténeti vonatkozású fénykép negatív                      |
| kb. 106.000 | fénykép a mezőgazdaság-technika történetével kapcsolatban       |
| kb. 60.000  | agrártörténeti vonatkozású irat                                 |
| kb. 50.000  | egyéb agrártörténeti fénykép (a fentiektől függetlenül) pozitív |
| kb. 18.000  | mezőgazdasági vonatkozású plakát és aprónyomtatvány             |
| több ezer   | mezőgazdasági vonatkozású filmfelvétel                          |
| kb. 3500    | mezőgazdasági témakörű diákdolgozat                             |
| kb. 6000    | térkép, ebből 124 kéziratos térkép                              |
| kb. 2000    | mezőgazdasági vonatkozású kézirat                               |
| kb. 130     | mezőgazdasági vonatkozású hangfelvétel                          |

## Igazgatóinak listája
A lista forrásai:

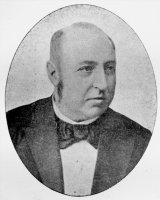
Balás Árpád, a múzeum első igazgatója

| - 1897–1903: Balás Árpád - 1904–1910: Saárossy-Kapeller Ferenc - 1911–1918: Radisics György - 1919–1921: Lipthay Béla - 1921–1923: Koós Jenő - 1923–1930: Paikert Alajos - 1931–1933: Nagy Iván Edgár - 1933–1936: Rónay László - 1936–1937: Sávoly Ferenc - 1937–1945: Badics József | - 1945–1948: Toborffy Géza - 1948–1957: S. Szabó Ferenc - 1957–1968: Matolcsi János - 1969–1970: Balassa Iván - 1970–1979: Vlcskó Lajos - 1979–1990: Szabó Lóránd - 1990–1993: Szakács Sándor - 1993–2014: Fehér György - 2014–: Estók János |

## Egyéb irodalom
- A Magyar Királyi Mezőgazdasági Múzeum tájékoztatója, Budapest, é. n.
- A Magyar Királyi Mezőgazdasági Múzeum ismertetője, Budapest, 1907.
- A Magyar Királyi Mezőgazdasági Múzeum ismertetője, Budapest, 1913.
- A Magyar Királyi Mezőgazdasági Múzeum rövid tájékoztatója, Budapest, 1933.
- A Magyar Királyi Mezőgazdasági Múzeum rövid leírása, Budapest, 1927. (különnyomat a Kísérletügyi Közlemények XXX. kötete 6. füzetéből)
- Takács Imre: A Mezőgazdasági Múzeum rövid története, Budapest, 1959.
- (főszerk.) Balassa M. Iván: Magyarország múzeumai. Múzeumlátogatók kézikönyve, Vince Kiadó Kft., Budapest, 2001, ISBN 963-9192-93-7
- (összeáll.) Hernádi László Mihály: A Magyar Mezőgazdasági Múzeum Közleményei repertóriuma: 1962–1983, Szerzői kiadás, Pécs